# Porella piligera
Porella piligera là một loài rêu trong họ Porellaceae. Loài này được Stephani ex Pocs mô tả khoa học đầu tiên năm 1968.
Danh pháp khoa học của loài này chưa được làm sáng tỏ. 